# 6612 Hachioji
6612 Hachioji (1994 EM1) là một tiểu hành tinh vành đai chính được phát hiện ngày 10 tháng 3 năm 1994 bởi Yoshio Kushida và Osamu Muramatsu ở đài thiên văn Nam Yatsugatake.